# Atmófilo

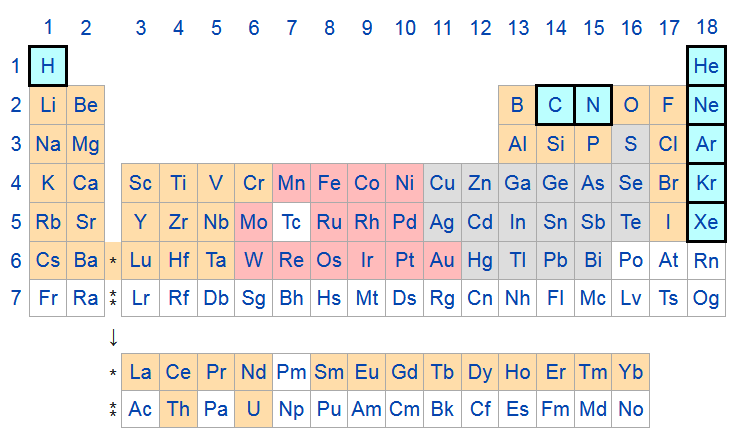
Elementos atmófilos

En geoquímica, se denomina atmófilo a un elemento químico cuya existencia en la naturaleza en estado sólido es marginal (su etimología hace referencia al significado literal del término: “que tiene afinidad por la fase gaseosa”).
El hidrógeno se clasifica así entre los atmófilos aunque se encuentra en la Tierra esencialmente en una sustancia en estado líquido, formando parte del agua de mar. El hidrógeno también aparece en los constituyentes sólidos de la corteza terrestre en forma de minerales hidratados, pero sigue siendo marginal. El carbono también existe en estado sólido, principalmente en forma de carbón y de carbonatos, pero este carbono es de origen atmosférico, donde está presente en forma de dióxido de carbono (cuarto constituyente de la atmósfera terrestre) y en trazas de monóxido de carbono, que se oxida rápidamente.
Los otros atmófilos aparecen como sustancias simples químicamente inertes o casi químicamente inertes: nitrógeno y gases nobles, en particular argón y neón. De hecho, el nitrógeno forma una molécula diatómica tan estrechamente unida que ningún óxido de nitrógeno es termodinámicamente más estable que el nitrógeno y el oxígeno: el amoníaco primordial se oxidó a dinitrógeno cuando la atmósfera terrestre se enriqueció en dioxígeno bajo el efecto de la fotosíntesis clorofílica.
Debido a su volatilidad, los atmófilos son elementos muy raros dentro de la Tierra, significativamente más pobre en atmófilos que el sistema solar. El kriptón y el xenón son, por tanto, los elementos estables más escasos de nuestro entorno.